# Kerry Walker
Kerry Ann Walker (Sydney, 29 febbraio 1948) è un'attrice australiana. Caratterista attiva prevalentemente al cinema e a teatro, è stata tre volte candidata all'AFI alla miglior attrice non protagonista; nel 1985 per Bliss, nel 1986 per Twelfth Night e nel 1993 per Lezioni di piano.

## Filmografia

### Cinema
- La cantante e la ballerina (The Singer and the Dancer), regia di Gillian Armstrong (1977)
- The Night, the Prowler, regia di Jim Sharman (1978)
- Double Deal, regia di Brian Kavanagh (1983)
- Bliss, regia di Ray Lawrence (1985)
- Twelfth Night, regia di Neil Armfield (1986)
- Bullseye, regia di Carl Schultz (1987)
- Wendy Cracked a Walnut, regia di Michael Pattinson (1990)
- L'adorable svampita (The Girl Who Came Late), regia di Kathy Mueller (1993)
- Lezioni di piano (The Piano), regia di Jane Campion (1993)
- Babe - Maialino coraggioso (Babe), regia di George Miller (1995) - voce
- Pazzi per Mozart (Cosi), regia di Mark Joffe (1996)
- Road to Nhill, regia di Sue Brooks (1997)
- Con un po' d'anima (A Little Bit of Soul), regia di Peter Duncan (1998)
- Holy Smoke - Fuoco sacro (Holy Smoke), regia di Jane Campion (1999)
- Terza generazione (Looking for Alibrandi), regia di Kate Woods (2000)
- The Dish, regia di Rob Sitch (2000)
- Moulin Rouge!, regia di Baz Luhrmann (2001)
- Peter Pan, regia di P. J. Hogan (2003)
- Solo, regia di Morgan O'Neill (2006)
- The Home Song Stories, regia di Tony Ayres (2007)
- Australia, regia di Baz Luhrmann (2008)
- A Heartbeat Away, regia di Gale Edwards (2011)
- Cut Snake, regia di Tony Ayres (2014)
- Holding the Man, regia di Neil Armfield (2015)

### Televisione
- Studio 86 – serie TV, episodio 1x03 (1986)
- Poor Man's Orange – miniserie TV, 2 puntate (1987)
- Vietnam – miniserie TV, 1 puntata (1987)
- Come in Spinner – miniserie TV, 2 puntate (1990)
- More Winners: The Journey, regia di Jane Oher – film TV (1990)
- The Last Crop, regia di Sue Clayton – film TV (1990)
- The Ham Funeral, regia di Neil Armfield e Virginia Lumsden – film TV (1990)
- G.P. – serie TV, episodi 2x22-4x31-8x15 (1991-1996)
- The Leaving of Liverpool, regia di Michael Jenkins – film TV (1992)
- Heartland – miniserie TV, 2 puntate (1994)
- After the Beep – serie TV, 7 episodi (1996)
- All Saints – serie TV, episodio 1x09 (1998)
- Murder Call – serie TV, episodio 3x01 (1999)
- Grass Roots – serie TV, 10 episodi (2003)
- Snobs – serie TV, 16 episodi (2003)
- Jessica, regia di Peter Andrikidis – film TV (2004)
- Stepfather of the Bride, regia di Roger Hodgman – film TV (2006)
- Kick – serie TV, episodi 1x04-1x05 (2007)
- City Homicide – serie TV, episodio 2x09 (2008)
- The Hollowmen – serie TV, episodio 2x03 (2008)
- Dirt Game – serie TV, episodio 1x02-1x06 (2009)
- Rake – serie TV, 5 episodi (2010-2014)
- Killing Time – miniserie TV, 7 puntate (2011)
- The Mystery of a Hansom Cab, regia di Shawn Seet – film TV (2012)
- Miss Fisher - Delitti e misteri (Miss Fisher's Murder Mysteries) – serie TV, episodio 2x10 (2013)